# Conus sydneyensis
Espèce
Statut de conservation UICN

 DD  : Données insuffisantes
Conus sydneyensis est une espèce de mollusques gastéropodes marins de la famille des Conidae.
Comme toutes les espèces du genre Conus, ces escargots sont prédateurs et venimeux. Ils sont capables de « piquer » les humains et doivent donc être manipulés avec précaution, voire pas du tout.

## Description
La longueur de la coquille varie entre 21 mm et 35 mm, son poids est moyen avec des côtés légèrement convexes ou droits.

## Distribution
Cette espèce marine est endémique à l'Australie et se trouve au large de Nouvelle-Galles du Sud.

### Niveau de risque d’extinction de l’espèce
Selon l'analyse de l'UICN réalisée en 2011 pour la définition du niveau de risque d'extinction, beechey suggère une aire de répartition qui correspond à environ 700 km de côte entre Ballina et Stanwell Park, New South Wales (Beechey 2010). Cette espèce est présente de 55 m à 170 m. Il n'y a pas d'enregistrements des niveaux de population pour cette espèce dans la littérature. Cependant, elle est considérée comme rare dans toute son aire de répartition. Il n'y a pas d'enregistrements dans la littérature sur le type d'habitat que cette espèce occupe. Une fois mature, elle peut atteindre une taille allant de 25 mm à 35 mm. Bien que les menaces pesant sur cette espèce soient inconnues, les indicateurs du marché des coquilles de mollusques suggèrent une faible abondance à l'état sauvage accompagnée d'une aire de répartition restreinte. En raison du manque d'informations concernant plusieurs aspects de cette espèce, elle est inscrite dans la catégorie Données insuffisantes.

## Taxonomie

### Publication originale
L'espèce Conus sydneyensis a été décrite pour la première fois en 1887 par le naturaliste, illustrateur et conchyliologiste britannique George Brettingham Sowerby II.

### Synonymes
- Austroconus sydneyensis (G. B. Sowerby III, 1887), non accepté
- Conus (Austroconus) sydneyensis G. B. Sowerby III, 1887, appellation alternative
- Leptoconus illawarra Garrard, 1961, non accepté (synonym of Conus sydneyensis)
- synonym of Conus sydneyensis Sowerby III, 1887